# How You Like That
"How You Like That" é uma canção gravada pelo grupo feminino sul-coreano Blackpink. Foi lançada em 26 de junho de 2020, através da YG e da Interscope, como o primeiro single de pré-lançamento do primeiro álbum de estúdio em coreano do grupo, The Album, que será lançado em 2 de outubro de 2020. A faixa foi co-escrita por Danny Chung e Teddy Park, com este último, bem como R. Tee e 24 creditados como produtores.
Um videoclipe para a música foi dirigido por Seo Hyun-seung e postado no canal de Blackpink no YouTube simultaneamente com o lançamento do single. Após o lançamento, o videoclipe quebrou vários recordes do YouTube, incluindo para a estreia mais assistida. Também se tornou um dos vídeos mais curtidos no YouTube, com mais de 16 milhões de curtidas.
"How You Like That" ganhou Canção de Verão no MTV Video Music Awards 2020, tornando Blackpink o primeiro ato asiático a ser nomeado e a ganhar a categoria. Comercialmente, o single entrou nas paradas de 26 países. Ele alcançou a posição número um na Coreia do Sul (Gaon e K-Pop Hot 100), Singapura, Hungria e Malásia. A música foi certificada com Ouro no Canadá e Platina no Brasil e na Coreia do Sul.

## Antecedentes e lançamento
Em 4 de maio de 2020, foi relatado que o grupo feminino havia terminado de gravar o novo álbum e estava trabalhando em uma programação para gravar um videoclipe no final daquele mês. Em 18 de maio, a YG Entertainment compartilhou uma atualização sobre o projeto, projetado para um lançamento em junho de 2020, e revelou que mais de dez músicas eram esperadas para seu primeiro álbum completo. Em 10 de junho de 2020, a YG postou o pôster e a prévia para o single de pré-lançamento em todas as plataformas de mídia social, revelando a data para o single ser 26 de junho. Três dias depois, a YG Entertainment lançou um prólogo do mais novo reality show do grupo, 24/365 with Blackpink, antes de seu lançamento em 4 de julho, via YouTube. O programa documenta seu retorno e compartilha suas vidas por meio de vlogs. De acordo com a membro Jisoo no prólogo de 24/365 with Blackpink, a música representou um movimento da música "poderosa" anterior, descrevendo-a como mais "swag".
Em 15 de junho, a YG Entertainment publicou pôsteres individuais das integrantes do Blackpink. No dia seguinte, outros pôsteres foram revelados com o nome do single de pré-lançamento "How You Like That". Outras fotos prévias foram divulgadas em 17 de junho. Vídeos conceituais com as integrantes foram lançados em 18 e 19 de junho. Fotos conceituais foram reveladas em 20 de junho, e o vídeo prévia de conceito foi lançado um dia depois. O pôster de prévia oficial do grupo foi revelado em 22 de junho. A prévia do videoclipe foi lançada em 24 de junho, e a música estreou oficialmente em 26 de junho de 2020, após uma contagem regressiva ao vivo de uma hora. Uma versão física do single foi lançada em 17 de julho de 2020, apresentando a música e seu instrumental.

## Videoclipe
O videoclipe de "How You Like That" é dirigido por Seo Hyun-seung, que anteriormente dirigiu "Ddu-Du Ddu-Du" e "Kill This Love". Foi a estreia do videoclipe mais transmitida no YouTube na época, com 1,66 milhão de espectadores simultâneos, bem como o vídeo mais visto da plataforma em suas primeiras 24 horas com 86,3 milhões de visualizações, e o mais rápido para atingir 100 milhões de visualizações, 32 horas após o lançamento. Posteriormente, foi superado em agosto pelo "Dynamite" de BTS, com 101,1 milhões de visualizações nas primeiras 24 horas.
Uma controvérsia surgiu nas redes sociais após o lançamento do videoclipe devido à inclusão de uma estátua do deus hindu Ganexa em uma cena solo com a integrante do grupo Lisa. A estátua foi usada como adereço e colocada no chão ao lado de uma lâmpada de Aladim adornada com joias, causando um clamor dos fãs que rotularam a localização como "inadequada" e "desrespeitosa", e o uso da estátua como "apropriação cultural". A estátua foi posteriormente editada do vídeo.

### Vídeo de prática de dança
O vídeo de prática de dança de "How You Like That" apresenta um fundo rosa, em vez de apenas o estúdio de dança como nos vídeos de prática de dança anteriores. É também a primeira prática de dança a apresentar dançarinos de apoio, que aparecem no final.

## Desempenho comercial
Na Coreia do Sul, a canção estreou na 12ª posição na edição da Gaon Digital Chart de 21 a 27 de junho com menos de dois dias de acompanhamento. Na semana seguinte (28 de junho a 4 de julho), ele atingiu o primeiro lugar, tornando-se o terceiro single de Blackpink a fazê-lo, depois de "Whistle" (2016) e "Ddu-Du Ddu-Du" (2018). Permaneceu no topo da parada por três semanas e se tornou a primeira música de um grupo desde "Ddu-Du Ddu-Du" a chegar ao topo da parada mensal da Gaon. A versão física do single estreou no número dois na Gaon Album Chart, e alcançou o número um na semana seguinte. Vendeu 299.640 cópias no país em julho de 2020. A canção entrou na edição da Billboard K-pop Hot 100 de 27 de junho no número 50, e alcançou o número um na semana seguinte na edição de 4 de julho. No Japão, o single estreou na 24ª posição na Oricon Combined Singles Chart com 8.219 downloads vendidos e 1.804.749 streams em seus primeiros três dias. Ele estreou na posição 17 na Billboard Japan Hot 100 com 3.952 unidades estimadas, e atingiu o número oito na semana seguinte com 6.321 unidades estimadas. A canção alcançou a posição número um na Malásia e Singapura por cinco semanas cada.
Nos Estados Unidos, a canção estreou no número 33 na Billboard Hot 100, empatando com "Sour Candy" como a canção de maior sucesso por um ato feminino coreano na época. Vendeu 16.400 cópias na semana de lançamento e ficou nas paradas por duas semanas. Também alcançou o top 20 na Austrália, Canadá, Estônia, Hungria, Nova Zelândia, Reino Unido e Escócia.

## Reconhecimentos
| Ano                | Organização             | Prêmio                                       | Resultado | Ref.                  |        |        |
| ------------------ | ----------------------- | -------------------------------------------- | --------- | --------------------- | ------ | ------ |
| 2020               | Meus Prêmios Nick       | Hit Internacional Favorito                   | Indicado  | [ 40 ]                |        |        |
| 2020               | MTV Video Music Awards  | Canção de Verão                              | Venceu    | [ 41 ]                |        |        |
| 2020               | Melon Music Awards      | Musica do Ano                                | Indicado  | [ 42 ]                |        |        |
| 2020               | Melon Music Awards      | Melhor Dança Feminina                        | Venceu    | [ 42 ]                |        |        |
| 2020               | Mnet Asian Music Awards | Melhor Performance de Dança - Grupo Feminino | Venceu    | [ 43 ]                |        |        |
| 2020               | Mnet Asian Music Awards | Musica do Ano                                | Indicado  | [ 43 ]                |        |        |
| 2020               | APAN Music Awards       | Best Music Video                             | Venceu    | [ 44 ]                |        |        |
| 2020               | Asian Pop Music Awards  | Song of the Year (Overseas)                  | Indicado  | [ 45 ]                |        |        |
| 2020               | 2021                    | Gaon Chart Music Awards                      | Indicado  | Canção do Ano - Junho | Venceu | [ 46 ] |
| Golden Disc Awards | 2021                    | Digital Song Division                        | Pendente  | [ 47 ]                |        |        |
| Seoul Music Awards | 2021                    | Bonsang Award                                | Pendente  | [ 48 ]                |        |        |

| Prêmio                         | Data                | Ref.   |
| ------------------------------ | ------------------- | ------ |
| Prêmio de Popularidade Semanal | 6 de julho de 2020  | [ 49 ] |
| Prêmio de Popularidade Semanal | 13 de julho de 2020 | [ 49 ] |
| Prêmio de Popularidade Semanal | 20 de julho de 2020 | [ 49 ] |

| Programa         | Canal     | Data                | Ref.   |
| ---------------- | --------- | ------------------- | ------ |
| Inkigayo         | SBS       | 5 de julho de 2020  | [ 50 ] |
| Inkigayo         | SBS       | 12 de julho de 2020 | [ 51 ] |
| Inkigayo         | SBS       | 19 de julho de 2020 | [ 52 ] |
| Show Champion    | MBC Music | 8 de julho de 2020  | [ 53 ] |
| Show Champion    | MBC Music | 15 de julho de 2020 | [ 54 ] |
| Show Champion    | MBC Music | 29 de julho de 2020 | [ 55 ] |
| M Countdown      | Mnet      | 9 de julho de 2020  | [ 56 ] |
| M Countdown      | Mnet      | 16 de julho de 2020 | [ 57 ] |
| Music Bank       | KBS       | 10 de julho de 2020 | [ 58 ] |
| Music Bank       | KBS       | 31 de julho de 2020 | [ 59 ] |
| Show! Music Core | MBC       | 11 de julho de 2020 | [ 60 ] |
| Show! Music Core | MBC       | 18 de julho de 2020 | [ 61 ] |
| Show! Music Core | MBC       | 25 de julho de 2020 | [ 62 ] |

| Revista              | Lista                            | Posição | Ref.   |
| -------------------- | -------------------------------- | ------- | ------ |
| Apple Music          | Top Songs of 2020: Korea         | -       | [ 63 ] |
| Billboard            | The 30 Best Pop Songs of 2020    | -       | [ 64 ] |
| Billboard            | The 100 Best Songs of 2020       | 23      | [ 65 ] |
| Billboard            | The 25 Best Music Videos of 2020 | 20      | [ 66 ] |
| Chicago Tribune      | The 50 best songs of 2020        | -       | [ 67 ] |
| Consequence of Sound | Top 50 Songs of 2020             | 27      | [ 68 ] |
| Los Angeles Times    | The 50 best songs of 2020        | -       | [ 69 ] |
| Paper Magazine       | The 40 Best K-pop Songs of 2020  | 19      | [ 70 ] |
| Pitchfork            | The 100 Best Songs of 2020       | 98      | [ 71 ] |
| Vogue                | Best Music Video Fashion of 2020 | -       | [ 72 ] |
| Sanook               | Top 20 เพลงสุดฮิตแห่งปี 2020         | 8       | [ 73 ] |

Recordes mundiais para "How You Like That"
| 2020 | Guinness World Records | Vídeo do YouTube mais visto em 24 horas                            |
| 2020 | Guinness World Records | Videoclipe do YouTube mais visto em 24 horas                       |
| 2020 | Guinness World Records | Vídeoclipe mais visto no YouTube em 24 horas por um grupo de K-pop |
| 2020 | Guinness World Records | A estreia de um vídeo com mais espectadores no YouTube             |
| 2020 | Guinness World Records | A estreia de um videoclipe com mais espectadores no YouTube        |

## Lista de faixas
Download e streaming
- 1. "How You Like That" – 3:01

CD
- 1. "How You Like That" – 3:01
- 2. "How You Like That" Instrumental – 3:01

## Créditos
Créditos adaptados das notas do encarte de How You Like That (livreto). Gravado na YG Entertainment.
- Blackpink – vocais
- Danny Chung – letrista
- Teddy Park – letrista, compositor
- R. Tee – compositor
- 24 (produtor de discos) – compositor

## Desempenho nas tabelas

### Tabela semanal
| Tabela musical (2020)                                  | Melhor posição |
| ------------------------------------------------------ | -------------- |
| Alemanha (Official German Charts)                      | 66             |
| Argentina (Argentina Hot 100)                          | 47             |
| Austrália (ARIA)                                       | 12             |
| Áustria (Ö3 Austria Top 40)                            | 55             |
| Canadá (Canadian Hot 100)                              | 11             |
| Chéquia (Singles Digitál Top 100)                      | 45             |
| Coreia do Sul (Gaon Digital Chart)                     | 1              |
| Coreia do Sul (Gaon Albums Chart)                      | 1              |
| Coreia do Sul (K-pop Hot 100)                          | 1              |
| Escócia (OCC)                                          | 13             |
| Eslováquia (Singles Digitál Top 100)                   | 30             |
| Espanha (PROMUSICAE)                                   | 78             |
| Estados Unidos (Billboard Hot 100)                     | 33             |
| Estados Unidos (World Digital Song Sales da Billboard) | 1              |
| Estados Unidos (Rolling Stone Top 100)                 | 17             |
| Estónia (Eesti Tipp-40)                                | 15             |
| França (SNEP)                                          | 78             |
| Guatemala (Monitor Latino)                             | 18             |
| Hungria (Single Top 40)                                | 1              |
| Hungria (Stream Top 40)                                | 12             |
| Irlanda (IRMA)                                         | 26             |
| Japão (Japan Hot 100)                                  | 8              |
| Japão (Oricon)                                         | 24             |
| Malásia (RIM)                                          | 1              |
| Nova Zelândia (Recorded Music NZ)                      | 14             |
| Países Baixos (Single Top 100)                         | 77             |
| Portugal (AFP)                                         | 25             |
| Reino Unido (OCC)                                      | 20             |
| Singapura (RIAS)                                       | 1              |
| Suécia (Sverigetopplistan)                             | 92             |
| Suíça (Schweizer Hitparade)                            | 50             |
| Venezuela (Anglo da Record Report)                     | 4              |
| Venezuela (Pop da Record Report)                       | 21             |

### Tabela mensal
| Tabela musical (2020)              | Posição |
| ---------------------------------- | ------- |
| Brasil (Top 50 Streaming)          | 26      |
| Coreia do Sul (Gaon Digital Chart) | 1       |

## Certificações
| Região | Certificação | Unidades/vendas |
| --- | ------------ | --------------- |
| Brasil (Pro-Música Brasil) | Platina      | 40,000          |
| Canadá (Music Canada) | Ouro         | 40,000‡         |
| Álbum |              |                 |
| Coreia do Sul (KMCA) | Platina      | 250,000*        |
| Video Clipe |              |                 |
| China (QQ Music) | 3x Ouro      |                 |
| *vendas baseadas apenas na certificação ^distribuições baseadas apenas na certificação ‡vendas+valores de streaming baseados apenas na certificação |              |                 |

## Histórico de lançamento
| Região | Data                | Formato                    | Gravadora     | Ref.    |
| ------ | ------------------- | -------------------------- | ------------- | ------- |
| Várias | 26 de junho de 2020 | Download digital streaming | YG Interscope | [ 114 ] |
| Várias | 17 de julho de 2020 | CD single                  | YG Interscope | [ 19 ]  |
| Itália | 3 de julho de 2020  | Contemporary hit radio     | Universal     | [ 115 ] |